# Arborio (Piemont)
Arborio (piemontiul: Arbeu) település Olaszországban, Piemont régióban, Vercelli megyében. Lakosainak száma 822 fő (2023. január 1.). Arborio Greggio, Recetto, Rovasenda, San Giacomo Vercellese, Vicolungo, Ghislarengo, Landiona, Sillavengo és Villarboit községekkel határos.

## Népesség
A település népességének változása:
| Lakosok száma | 895  | 870  | 822  |
|               | 2017 | 2018 | 2023 |